# Corrupção na Rússia

Visão geral do Índice de Percepção da Corrupção de 2010. A maior percepção de corrupção é de cor Preta e a menor, de azul escuro.

A corrupção na Rússia é um problema com significativo impacto na vida dos cidadãos russos.
Segundo o Índice de Percepção de Corrupção de 2010, publicado pela Transparência Internacional, a Rússia ocupa a 154.ª posição a nível mundial. No ano de 2006, o mercado para a corrupção excedeu 240 bilhões de dólares.